# 고성 운흥사 영산전
고성 운흥사 영산전(固城 雲興寺 靈山殿)는 대한민국 경상남도 고성군 하이면, 운흥사에 있는 조선시대의 건축물이다.
1985년 11월 14일 경상남도의 문화재자료 제147호 운흥사 영산전으로 지정되었다가, 2018년 12월 20일 현재의 명칭으로 변경되었다.

## 개요
운흥사는 신라 문무왕 16년(676) 의상조사가 지은 절로 임진왜란 당시 승병의 본거지였다고 전한다.
절 경내에 있는 건물로는 대웅전을 비롯하여 영산전, 범종루, 산신각, 요사채 등이 있다. 영산전은 조선 영조 때 다시 지어 오늘에 이르고 있다.

## 현지 안내문
운흥사는 의상대사(義湘大師)가 676년(문무왕16)에 창건한 사찰로서, 임진왜란 때에는 사명대사(四溟大師)가 지휘한 승병(僧兵)의 거점 사찰이기도 했다. 사찰의 건물은 임진왜란 중에 대부분 소진되었으며, 지금 전하는 영산전은 1731년(영조7)에 중건된 것이다. 영산전은 정면 3칸, 측면 2칸 크기에 들보 5량(樑)으로 조성된 겹처마 맞배지붕 건물이다. 건물의 천장은 가운데를 높이고 하나의 우물천장을 조성하였으며, 바닥에는 우물마루를 깔았다. 정면 가운데 칸은 좌우 협칸보다 넓게 만들어 쌍여닫이 빗살창을 달았으며, 양 협칸에는 빗살창과 띠살창을 달아 대칭적이게 하였다. 임진왜란 때 산화한 승병과 의병의 명복을 비는 영산재를 이 곳에서 매년 거행하고 있다.

## 같이 보기
- 운흥사

## 참고 자료
- 운흥사영산전 - 국가유산청 국가유산포털